# هایاتویل (کانزاس)
هایاتویل (به انگلیسی: Hiattville) یک منطقهٔ مسکونی در ایالات متحده آمریکا است که در کانزاس قرار دارد.